# Nagymágocs
Nagymágocs là một làng thuộc hạt Csongrád, Hungary. Làng này có diện tích 75,09 km², dân số năm 2010 là 3141 người, mật độ 42 người/km².